# East Coasting
East Coasting est un album du contrebassiste  de jazz Charles Mingus enregistré et publié en  1957.

## Historique
Les pistes qui composent cet album ont été enregistrées à Cincinnati, le 6 août 1957. L’ingénieur du son était Gus Wildi.
Cet album a été initialement publié en 1957 par le label Bethlehem  Records (BCP 6019). L'album vinyle original a été réédité avec la même référence en 1975.
La réédition cd avec « bonus tracks » a été publiée en 1993.
Ce disque a fait l'objet d'une curieuse réédition sous la forme d'un double cd publié sous le nom de Bill Evans : The Complete Gus Wildi recordings (Lonehill Jazz, 2005). Sur le même double cd, on trouve aussi : 3 titres de l'album The Soft Land of Make Believe (1959) de Frank Minion, une partie de l'album A Swinging Introduction (1957) de Jimmy Knepper et l'intégralité de A Modern Jazz Symposium of Music and Poetry (1957) de Charles Mingus.

## Titres de l’album
Tous les titres,  sauf Memories of You (Fats Waller, Andy Razaf),  ont été composés  par Charles Mingus. 
| No | Titre                               | Durée |
| -- | ----------------------------------- | ----- |
| 1. | Memories of You (prise 7)           | 4:23  |
| 2. | East Coasting (prise 4)             | 5 :10 |
| 3. | West Coast Ghost (prise 6)          | 10:23 |
| 4. | Celia (prise 7)                     | 7:51  |
| 5. | Conversation (prise 16)             | 5:26  |
| 6. | Fiflty-First Street Blues (prise 4) | 5:46  |

Titres additionnels pour la réédition de 1993
| No | Titre                     | Durée |
| -- | ------------------------- | ----- |
| 1. | East Coasting (prise 3)   | 5:26  |
| 2. | Memories of You (prise 3) | 5 :10 |

## Personnel
- Charles Mingus :  contrebasse
- Clarence Shaw : trompette
- Jimmy Knepper : trombone
- Shafi Hadi[6]  :  saxophone alto, saxophone ténor
- Bill Evans  : piano
- Danny Richmond : batterie